# Huaycán
Huaycán (ufficialmente denominata Comunidad Urbana Autogestionaria de Huaycán) è una città della Regione di Lima, Perù, situata nel distretto di Ate, a circa 16,5 chilometri a est di Lima. Ospita migliaia di coloni immigrati provenienti da diverse parti del Perù, che cercano di migliorare il loro tenore di vita e le opportunità di lavoro nella città di Lima.
Huaycán è anche un notevole sito archeologico.

## Siti di interesse
- Zona Archeologica Monumentale Huaycán de Pariachi,[4][5][6][7] centro archeologico preispanico, conserva campioni e ricchezze dell'espressività edilizia degli antichi peruviani. Il suo ingresso si trova in una delle curve del viale Los Incas che confina con il quartiere di El Descanso dal 1972. Il 10 ottobre 2000 è stato dichiarato Patrimonio Culturale della Nazione, il che rafforza l'intangibilità delle aree, il suo vero nome è Huaycán Complesso Monumentale Archeologico de Pariachi.

- La Cattedrale di San Andrés de Huaycán, fondata negli anni Novanta, si trova nell'attuale Centro Civico di Huaycán, è la più alta rappresentazione del Cattolicesimo nel Cono Orientale e la sede titolare del Vescovo della Diocesi di Chosica. Taddeo Passini contribuì alla costruzione della Cattedrale.[8][9]

- Hospital de Huaycán, prima era un posto di salute che è stato creato nel settembre 1984, poi il 31 luglio 2003 con risoluzione ministeriale n. 0868-2003-SA / DM il centro sanitario è stato elevato alla categoria di ospedale a bassa complessità I, è attualmente situato in Av JC Mariátegui S / N Zona "B".

- Il Parque Industrial de Huaycán, fondato nel 1998, si trova sul lato sinistro del torrente proveniente dall'autostrada centrale attraverso il viale Andrés Avelino Cáceres, concentra lo sviluppo produttivo di cinque grandi settori economici, metalmeccanico, legno, tessile, calzaturiero e artigianato.

## Presidenti e Segretari Generali
- Comité de Gestión 1984-1985
- Raúl Rodríguez 1985–1986 APAHH
- Walter Ortega Yllanes 1986–1988 APAHH
- Juan Lara Casabona 1988 CUAH
- José Vilches Chacón 1988-1990
- Luis López Fernández (Transitorio)
- Pascuala Rosado 1991-1993
- Richard Ortiz Parraguez 1993
- Jaime Pérez Cabanillas 1993-1995
- Godofredo Pulcha 1995-1997
- Jaime Lastra Domínguez 1998
- Pedro Huayta Huamaní 1998-2000
- Carlos Castro Ramos 2000-2002
- Vicente Arce Céspedes 2003-2005
- Vicente Arce Céspedes 2005-2007
- Rudy Aliaga Castañeda 2008-2010
- Rudy Aliaga Castañeda 2010-2012
- Federico Godiño Quincho 2012-2014
- Eufrasia Laura Eulogio 2014-2017

## Gallery

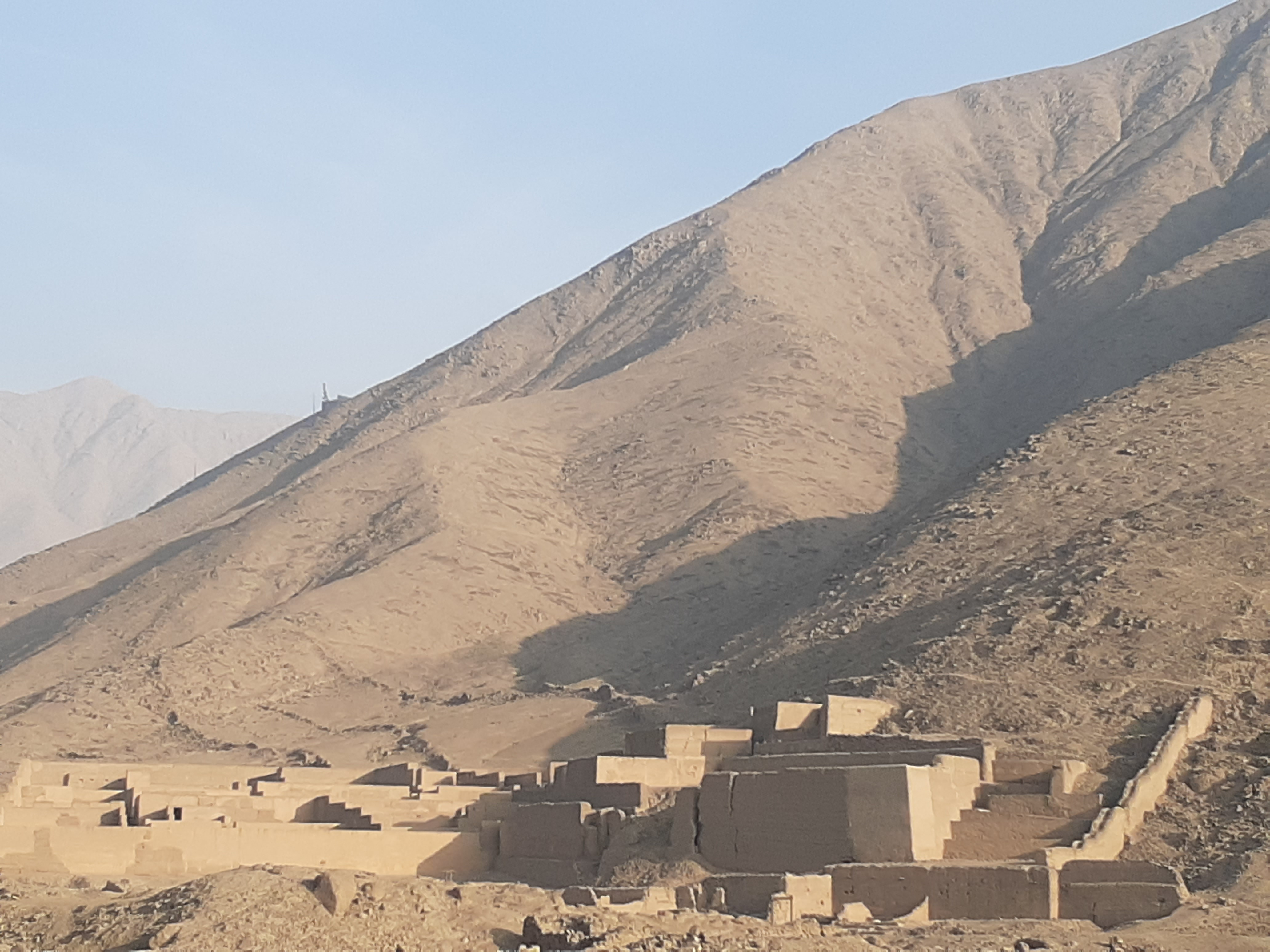
Huaycán de Pariachi
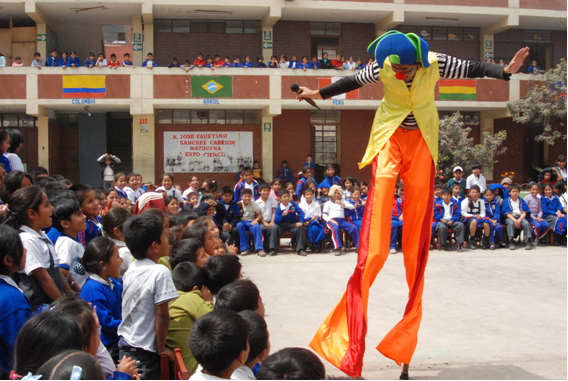
Campagna nelle scuole di Huaycán
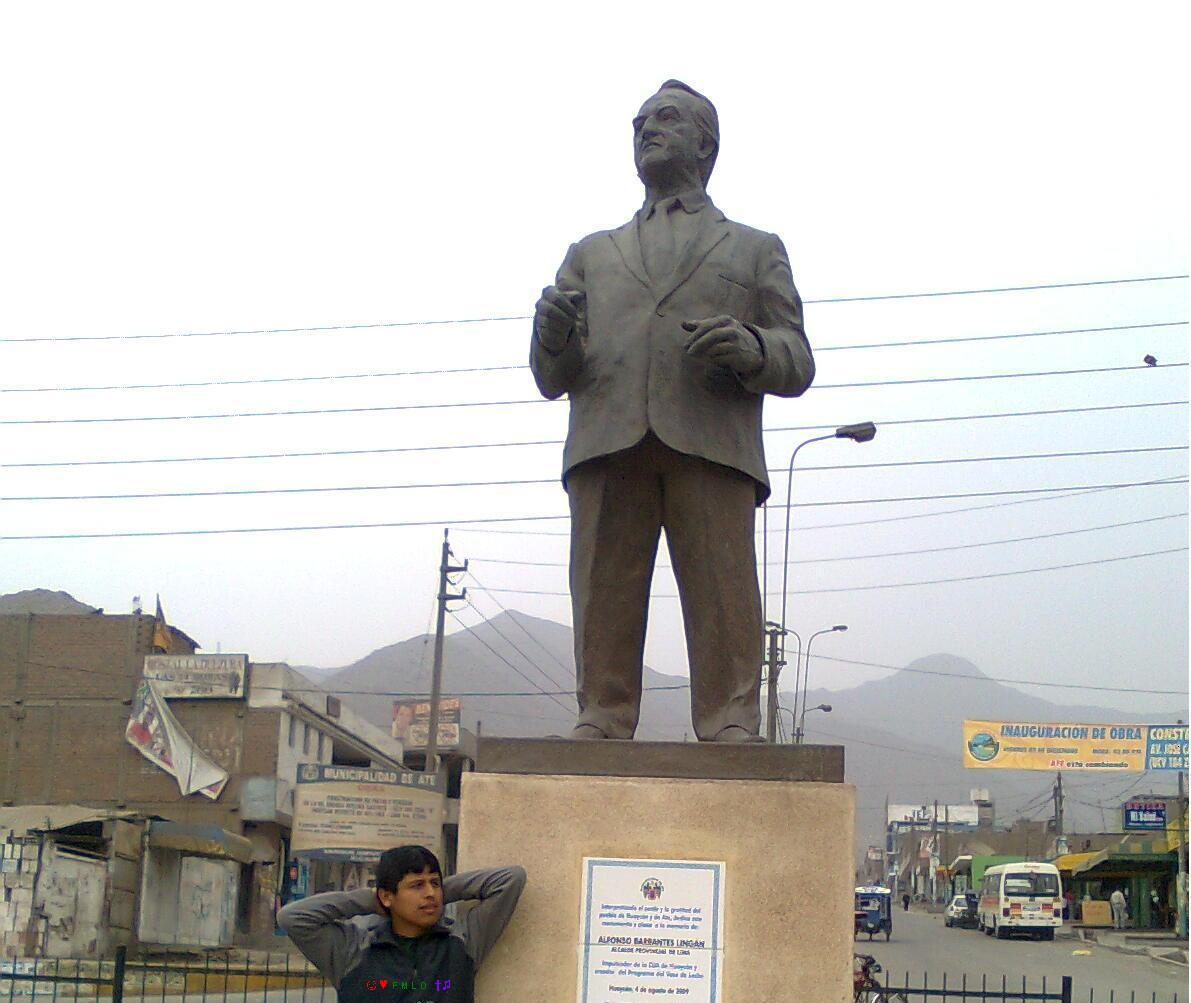
Monumento all'ex sindaco Alfonso Barrantes